# Missa brevis
Der Begriff Missa brevis (lat. „kurze Messe“) bezeichnet in der Musik zwei verschiedene Arten der Messe:
Im Bereich der römisch-katholischen Kirchenmusik bezeichnet der Begriff die Vertonung des gesamten Messordinariums in betont knapper Weise mit Rücksicht auf die Gesamtlänge des Gottesdienstes, üblich vor allem in Werken der Wiener Klassik. Im Gegensatz zur Missa solemnis ist die Aufteilung der Ordinariumsteile in Einzelsätze weniger ausgeprägt. Die Instrumentalbegleitung beschränkt sich oftmals auf das Wiener Kirchentrio (zwei Violinen und Basso continuo). Wenn weitere Instrumente hinzutreten, unterstützen sie lediglich die Gesangsstimmen colla parte; besonders in der Salzburger Praxis werden dabei meist die drei tiefen Chorstimmen durch Posaunen verdoppelt. In besonders knappen Formen wird der Text auf verschiedene Stimmen verteilt und dann teilweise gleichzeitig gesungen, die Messe somit zur Missa brevissima.
In der evangelisch-lutherischen Kirchenmusik bezeichnet der Begriff dagegen im Gegensatz zur Missa tota die Vertonung lediglich von Kyrie und Gloria (siehe hierzu die Lutherischen Messen von Johann Sebastian Bach; die Missa brevis super Christ lag in Todes Banden von Georg Philipp Telemann).

## Beispiele
- Missa brevis F-Dur (Haydn) in F (Hob. XXII:1), „Jugendmesse“
- Missa brevis Sancti Joannis de Deo in B-Dur (Hob. XXII:7, Haydn), „Kleine Orgelmesse“
- Missa brevis C-Dur KV 258, Mozart